# Ibalonius inscriptus
Ibalonius inscriptus is een hooiwagen uit de familie Podoctidae. De originele naamcombinatie (protoniem) was Ibalonius inscriptus Loman, 1902. Een volgende naamrecombinatie werd gepubliceerd als Paribalonius inscriptus (Loman, 1902) in Roewer 1912, maar werd vervolgens teruggedraaid. Een junior subjectief synoniem is Ibalonius bimaculatus Loman, 1902 in Hirst (1911). Een naamrecombinatie voor het zelfde in sommige bronnen was Paribalonius bimaculatus (Loman, 1902), bijv. in Roewer 1912. Een andere verwante naamcombinatie was Paribalonius bimaculatus duplex Roewer 1923, met synoniem gesteld door Staręga (1992).